# 内外出版
内外出版株式会社（ないがいしゅっぱん）は、かつて東京都目黒区に本社を置いていた、日本の出版社である。

## 概要
防衛、安全保障、防災及び法律関係書籍を出版している企業である。また、学会の運営受託を行っており、受託学会の学会誌等を出版しているほか、書籍印刷販売の受託をおこなっている。2024年9月11日、破産手続きを開始した。
五月書房新社は内外出版が発行したすべての書籍に関する編集著作権および著作隣接権を正式に引き継ぎ再刊行・復刊に関する準備を進めて行くとしている

## 出版物
- 防衛実務小六法 - 防衛省設置法、自衛隊法を始めとした防衛法と防衛省訓令を収載した法令集（五月書房新社に移管された[2]）
- 外国為替・貿易小六法
- 緊急事態関係法令集
- 防衛省給与関係法令集
- 防災総覧
- 国際安全保障 - 国際安全保障学会（学会事務局は株式会社共立、学会誌制作は株式会社千倉書房に移管された）
- 防衛法研究 - 防衛法学会
- 島嶼研究ジャーナル - 笹川平和財団海洋政策研究所島嶼資料センター
- 子ども社会研究 - 日本子ども社会学会（学会事務局・学会誌制作は株式会社国際文献社に移管された）